# Phare de Point Roberts
Le phare de Point Roberts est un phare situé sur Point Roberts (Comté de Whatcom), dans l'État de Washington aux (États-Unis).
Ce phare est géré par la Garde côtière américaine, et les phares de l'État de Washington sont entretenues par le District 13 de la Garde côtière  basé à Seattle.
.

## Histoire
En 1908, le gouvernement fédéral avait acheté un terrain de 8,5 ha au bout de la péninsule pour la construction d'un phare. Un vrai phare n'a jamais été réellement construit et le terrain a été transférée au comté de Whatcom pour être utilisée comme parc. En 2000, la Point Roberts Lighthouse Society a été créée dans le but de construire un véritable phare sur cette zone. Selon une présentation faite en 2014 au comité des parcs et loisirs du comté de Whatcom, la société a terminé sa conception architecturale et a mis en place un financement dans le but de voir le projet mené à terme, incluant un feu de navigation approuvé par la Garde côtière américaine. L'achèvement des travaux devrait être en 2015.

## Description
Le feu de signalisation initial est monté sur un mirador métallique de 7,6 m de haut qui surplombe le détroit de Géorgie depuis l'extrémité d'une péninsule s'étendant vers le sud depuis Delta, en Colombie-Britannique au Canada, à travers le 49e parallèle nord. Il porte une signalisation de balise de jour en losanges blancs et rouges.
Le feu émet, à une hauteur focale de 9 m, deux éclats blancs toutes les 15 secondes. Sa portée nominale est de 22 milles nautiques (environ 41 km).
Identifiant : ARLHS : USA-... - Amirauté : G5152 - USCG : 6-19965.
|                            |
| Localisation Point Roberts |

### Lien connexe
- Liste des phares de l'État de Washington